# Сертан штату Алагоас (мезорегіон)
Сертан штату Алагоас (порт. Mesorregião do Sertão Alagoano) — адміністративно-статистичний мезорегіон в Бразилії, входить в штат Алагоас. Населення становить 0,43 млн осіб на 2005 рік.

## Склад мезорегіону
В мезорегіон входять наступні мікрорегіони:
1. Серрана-ду-Сертан-Алагоану
2. Алагоана-ду-Сертан-ду-Сан-Франсіску
3. Баталья
4. Сантана-ду-Іпанема

| Бразилія | Це незавершена стаття з географії Бразилії. Ви можете допомогти проєкту, виправивши або дописавши її. |